# 토마슈프마조비에츠키 전투
토마슈프마조비에츠키 전투(폴란드어: Bitwa pod Tomaszowem Mazowieckim, Battle of Tomaszów Mazowiecki)는 폴란드 침공 기간 중 9월 6일에 폴란드 제2공화국과 나치 독일 간 토마슈프마조비에츠키에서 일어난 전투이다.
이 지역은 브와디스와프 주보쉬-칼린스키 하의 13 보병사단이 방어를 맡고 있었으며, 독일군은 16 기갑군단의 2개 전차 사단으로 이루어졌다. 하루 종일 전투가 지속된 이후, 독일군은 폴란드 방어를 뚫고 마을을 점령했다. 폴란드 13 보병사단은 큰 피해를 입고 바르샤바 방향으로 후퇴하였다.